# 廣東省立勷勤大學
廣東省立勷勤大學（英語：SoengKen University of Canton），是一所曾经设立在中华民国广东省广州市的大学，这所大学是陈济棠为纪念国民党元老古应芬创办的。勷勤大學只存在了4年，但解体后其商学院又组成了独立的勷勤商学院。华南师范大学以及广东财经大学承认其为学校前身。而其建筑工程学系对岭南早期现代主义有一定的影响，延续至中山大学建築工程系及华南理工大学建筑学院，为华南建筑学科的发端。

## 起源
古应芬字勷勤（湘芹），他与陈济棠有很深的交往与提携关系。1922年陈济棠还是粤军第一师陈修爵旅的一个团长的时候，第一师在江门、四邑地区驻军，大本营亦在江门，古应芬便在那时候和陈济棠结识，古应芬在陈济棠没有什么战绩的情况下，曾向孙文保举他升任旅长。1923年古应芬在肇庆任大本营驻肇庆行营主任，陈济棠兼任西江督办公署参谋长，二人关系日益深厚。1927年陈济棠到苏联考察回国后，古应芬在李济深面前为其说话，才让他复任第十一师师长。1929年李济深因为反对蒋介石的军队编遣计划而被扣押在汤山，古应芬趁机联同胡汉民向蒋介石推荐陈济棠出任广东编遣区特派员，接管李济深的兵权。1931年古应芬南下策动陈济棠反对蒋介石使其得以挤走陈铭枢，在宁粤分裂期间，古应芬和胡汉民一直是陈济棠背后的支持者。1931年10月28日，在宁、粤政府各自准备召开中国国民党第四次全国代表大会的前不久，古应芬因为拔牙中毒而去世。广东政府的国民党第四次全国代表会议上表决，成立勷勤大學纪念古应芬。

## 歷程
时任广东省政府主席林云陔从省库中拨出200多万元作为开办费，在1933年7月將廣東省立工業專科學校擴設為勷勤工學院，設有機械工程系、化工機械系、建築工程系、土木工程專修科；广州市立师范学校改组为师范学院；另增设商学院。经过一年的筹备，勷勤大学在1934年7月1日正式宣告成立，招生开课。林云陔兼任校长，陆嗣曾任副校长，林砺儒任教务长。
学校分为三个校区，師範學院院址在永汉路（现北京路）廣州市立師範學校原址（市立師範改學院附屬中學），林砺儒兼任院长，下设文史、数理化、博地、教育等学系。商学院院址在光孝路，李泰初任院长，下设经济、会计、银行、工商管理等学系。工学院院址设在西村增埗由李锦安任机械系主任，李文翔任化学系主任，罗明燏任土木系主任，林克明任建筑系主任。
其中，工学院的建筑学系为国内仅有的两个建筑学系（另一个是中央大学建筑系），院址远离当时市中心，各种图书、仪器、工厂设备齐全，勷大工学院成立后培养出一批技术人材，得到社会上的好评。
勷勤大学筹委会原计划在增埗附近南海蟠龙岗扩大建设，建筑工程项目完成招标，但因为当地民田较多，农民阻拦，改在河南的番禺县石榴岗（原名飞鼠岗）为新校址。1936年秋大学全部学系正式迁入新校舍上课，三个学院学生达1000多人。当时陈济棠已下台，林云陔调京任职，陆嗣曾接任校长。之后由于政府人员调动，大学很难再获取发展经费。有研究称，蒋中正对以其政敌命名的学校感到不满。1937年卢沟桥事变后，勷勤大學三个学院陆续迁入内地。
1938年，日军猛攻广州，南京政府以勷勤大學分散播迁为由停办并拆分，工学院并入国立中山大学，师范学院改名为广东省立教育学院，后来又改称广东省立文理学院（华南师范大学前身），林砺儒继续任院长。商学院改为广东省勷勤商学院，陆嗣曾任校长（广东财经大学前身）。

## 校址變遷
1933年成立校址分散，工学院在增步，商学院和本部在光孝路，而師範學院和附屬中學則在越秀书院街和西湖路。幾經周折方選定河南石榴崗建築新校舍，但商學院仍留在光孝路址。
共和國後石榴崗因位處港口，具戰略意義，被當時的中國人民解放軍選做中南軍區海軍司令部基地後勤部。1952年，廣州區高等學校院系調整工作委員會作出報告：“適其時，石榴崗三院校（華南師範學院，廣東法商學院，廣東工專）奉令與海軍換讓地址。”就此海軍佔石榴崗校園做基地至今，作為海軍南海艦隊駐地和海軍廣州基地。

## 延續

### 商学院
广东省立勷勤商学院在广州沦陷前迁至广西容县，后来又迁往广东信宜县水口镇，再迁往遂溪县麻章镇寸金桥，这里靠近广州湾。在师资奇缺的情况下，政府聘用秦元邦、蔡世英、曾仲谋、彭麈舜、陈南山、吴胜己、丁景堪、区萃仑等专家充实力量。学院设立会计、银行、工商管理等学系，并一度增设统计学系。1944年秋韶关沦陷前夕，勷勤学院本部由院长黄典元带大部分师生从粤北迁到信宜县，同时也在兴宁县龙田镇与广东省立文理学院设立两学院联合分教处。1945年秋续招一年级的新生，其中商学院部分约150名学生。日本投降后，两院联合分教处于1946年春迁回广州。勷勤商学院本部在1945年秋迁回广州，改组为广东省立法商学院（广东财经大学前身）。

### 師範學院
1935年更名教育学院。增设教育系。1936年迁石榴岗。1937年9月广州行将沦陷，勷勤大学教育学院撤离石榴岗。
1938年7月，独立为广东省立教育学院。1939年9月，改称为广东省立文理学院。并入广东省立体育专科学校，增设体育专修科。
1945年秋，广东省政府下令，将1929年3月成立的广东省立江村师范学校，并入广东省立勷勤师范学校。1949年中共建政，勷勤师范学校在10月被改名为江村师范学校，后并入广东第一师范学校。1946年9月，广东省立文理学院迁还石榴岗。
1949年被廣州市軍管會接管後，改称广东省文理学院。1951年6月，在广东省文理学院的基础上，并入中山大学师范学院、私立华南联合大学教育系，成立华南师范学院（今華南師範大學）。

### 工學院
省立工专在1932年秋增设建筑工程专业，开岭南建筑教育先河。1933年8月改组完成成为勷勤大学工学院。
1938年夏，被併入國立中山大學工學院，與中大工學院已有的土木工程系、化學工程系、機械工程系、電氣工程系四個系合併成土木工程系、化學工程系、機械工程系、電機工程系、建築工程系五個系。勷大建筑系在系主任胡德元的带领下顺利移交，随即因战事随中大迁往云南澂江，继而往粤北坪石。
1952年，中山大学工学院和华南联合大学理工学院的相关系被组建成華南工學院（今華南理工大學）。